# 壬子癸丑学制
壬子癸丑学制是中华民国成立后于1912年公布并于次年修订而成的新学制，因1912年、1913年分别为壬子年、癸丑年而得名。该学制共施行十年，于1922年为壬戌学制取代。

## 历史
1912年1月，南京临时政府成立，蔡元培出任教育总长，开始对学制系统进行改革。同年7月，教育部為適應當時政體，召开临时教育会议，着重改訂學校系統，最终于9月3日正式公布《学校系统令》，称为壬子学制。不久，教育部陆续颁布《小学校令》、《中学校令》、《专门学校令》、《大学令》、《师范教育令》、《实业学校令》等法令，补充与修订壬子学制。1913年，最终合併为一个完整学制系统，称为壬子癸丑学制。
壬子癸丑学制此后虽仍有部分修正，但其总体框架一直沿用十年，直至1922年为壬戌学制所取代。

## 学制系统
与清末的癸卯学制相比，壬子癸丑学制缩短了学生的学习年限，共约18年。具体分为三段四级，即初等教育段（分初等小学校、高等小学校二级，共七年）、中等教育段（一级，共四年）、高等教育段（一级，大学为六或七年，专门学校为四年）。
除普通教育外，另有师范教育、实业教育，从而形成三大系统。补习科、专修科、小学教员养成所等则作为三大系统的补充。
此外，还下设有蒙养园、上设有大学院。

### 普通教育

#### 小学校
1912年9月，教育部颁布《小学校令》，规定小学校以“留意儿童身心之发育，培养国民道德之基础，并授以生活所必需之知识技能”为宗旨，分初等小学校、高等小学校两级。初等小学为四年（义务教育）、高等小学为三年，总共七年，从儿童满6岁起至14岁为止。
初等小学校的教学科目共七门：修身、国文、算术、手工、图画、唱歌、体操，女子则加设缝纫。
高等小学校的教育科目共十门：修身、国文、算术、本国历史、地理、理科、手工、图画、唱歌、体操，男子加设农业、女子加设缝纫。另可视地方情形改农业为商业，或加设英语。
学生在高等小学校毕业后可进入中学校或师范学校、甲种实业学校。

#### 中学校
1912年9月，教育部颁布《中学校令》，规定中学校以“完成普通教育，造成健全国民”为宗旨。中学校的学习年限为四年，并取消了清末的文实分科制度。
中学校的教学科目共十五门：修身、国文、外国语、历史、地理、数学、博物、物理、化学、法制、经济、图画、手工、乐歌、体操，女子则加设家事、园艺（可缺）、缝纫。
学生在中学校毕业后可进入大学、专门学校或高等师范学校。

#### 大学
1912年10月，教育部颁布《大学令》，规定大学以“教授高深学术，养成硕学闳材，应国家需要”为宗旨，分为文、理、法、商、医、农、工共七科。大学分设预科与本科，预科为三年，本科为三或四年。另外上有大学院，学生大学本科毕业合格者可进入大学院学习，年限不定。
1917年，教育部对原有《大学令》进行了修订，年限改为预科两年、本科四年。
此外，据1913年颁布的《大学规程》，对各科进行了细分：
- 文科：分哲学、文学、历史学、地理学四门
- 理科：分数学、星学、理论物理学、实验物理学、化学、动物学、植物学、地质学、矿物学九门
- 法科：分法律学、政治学、经济学三门
- 商科：分银行学、保险学、外国贸易学、领事学、税关仓库学、交通学六门
- 医科：分医学、药学二门
- 农科：分农学、农艺化学、林学、兽医学四门
- 工科：分土木工学、机械工学、船用机关学、造船学、造兵学、电气工学、建筑学、应用化学、火药学、采矿学、冶金学十一门

#### 专门学校
1912年10月，教育部颁布《专门学校令》，规定专门学校以“教授高等学术，养成专门人才”为宗旨。壬子癸丑学制取消了原先壬寅、癸卯学制中的高等学堂一级，而由法政学堂推广为许多专门学校。其入学资格与大学相同，学习年限为四年（医科为五年），其中预科一年、本科三年（医科为四年）。另可设研究科，年限为一年以上。
专门学校分为政法、医学、药学、农业、工业、商业、美术、音乐、商船、外国语等各类。

### 师范教育

#### 师范学校
1912年9月，教育部颁布《师范教育令》。同年12月，又颁布《师范学校规程》，后又于1916年进行了修订。其中规定，师范学校以“造就小学校教员”为目的，女子师范学校以“造就小学校教员及蒙养园保姆”为目的。
师范学校分为本科与预科，预科为一年，本科则又分第一部与第二部，第一部为四年，第二部为一年。
预科的科目为：修身、读经（读经为1916年由袁世凯所加）、国文、习字、外国语、数学、图画、乐歌、体操，女子师范学校则加设缝纫。
本科第一部的科目为：修身、读经、教育、国文、习字、外国语、历史、地理、数学、博物、物理、化学、法制、经济、图画、手工、农业、乐歌、体操，女子师范学校加设家事、园艺（可缺）、缝纫。另可视地方情形改农业为商业。
本科第二部的科目为：修身、读经、教育、国文、数学、博物、物理、化学、图画、手工、农业、乐歌、体操，女子师范学校则改农业为缝纫。
师范学校附设有小学校，女子师范学校附设有小学校、蒙养园。此外，师范学校内还可附设副教员讲习科、正教员讲习科、蒙养园保姆讲习科等。

#### 高等师范学校
1912年9月，教育部颁布《师范教育令》。1913年2月，又颁布《高等师范学校规程》。其中规定，高等师范学校以“造就中学校、师范学校教员”为目的。高等师范学校分为预科一年，本科三年，研究科一或二年。
预科的科目为：伦理学、心理学、教育学、英语、体操。
国文部的科目分别为：
- 国文部：国文及国文学、历史、哲学、美学、言语学
- 英语部：英语及英语学、国文及国文学、历史、哲学、美学、言语学，可加设法语
- 史地部：历史、地理、法制、经济、国文、考古学、人类学
- 数理部：数学、物理学、化学、天文学、气象学、图画、手工
- 理化部：物理学、化学、数学、天文学、气象学、图画、手工
- 博物部：植物学、动物学、生理及卫生学、矿物及地质学、农学、化学、图画

另外，本科各部可加设世界语、德语、乐歌为随意科。
教育部在全国设立六个高等师范学区，1914年陆续开设六所国立高等师范学校：武昌高等师范学校、南京高等师范学校,北京高等师范学校,广东高等师范学校,成都高等师范学校,沈阳高等师范学校以及北京女子高等师范学校。

### 实业教育
1913年8月，教育部颁布《实业学校令》，其中规定实业学校以“教育农、工、商业必需之知识技能”为目的，“甲科实业学校施完全之普通实业教育，乙种实业学校施简易之普通实业教育”。

#### 乙种实业学校
乙种实业学校相当于高等小学程度，学习年限为三年，分为农业、工业、商业、商船四种。各类乙种实业学校又分为以下各科：
- 农业学校：分农学科、蚕学科、水产科等
- 工业学校：分金工科、木工科、藤竹工科、染织科、窑业科、漆工科等
- 商业学校：不分科
- 商船学校：分航海科、机关科

各类学校的通习科目则分别为：
- 农业学校：修身、国文、数学、博物、理化大意、体操、实习，可加设地理、历史、经济、图画等科目
- 工业学校：修身、国文、数学、博物、理化大意、体操、实习，可加设经济、图画、外国语等科目
- 商业学校：修身、国文、数学、地理、簿记、商事要项、体操，可加设其他科目
- 商船学校：修身、国文、数学、体操，可加设其他科目

#### 甲种实业学校
甲种实业学校相当于普通中学程度，学习年限为预科一年、本科三年，与乙种一样分为农业、工业、商业、商船四种。
甲种实业学校的预科不分科，各类学校预科科目为：
- 农业学校：修身、国文、数学、理科、图画、体操
- 工业学校：修身、国文、数学、理科、图画、体操、外国语
- 商业学校：修身、国文、数学、理科、图画、体操、外国语，可加设地理、历史
- 商船学校：修身、国文、数学、理科、图画、体操、外国语

各类甲种实业学校本科分为以下各科：
- 农业学校：分农学科、森林学科、兽医学科、蚕学科、水产学科
- 工业学校：分金工科、木工科、电气科、染织科、应用化学科、窑业科、矿业科、漆工科、图案绘画科
- 商业学校：不分科
- 商船学校：分航海科、机关科

本科的通习科目则分别为：
- 农业学校：修身、国文、数学、理科、图画、体操，可加设历史、地理、外国语、唱歌等科目
- 工业学校：修身、国文、数学、理科、图画、体操，可加设历史、地理、外国语、唱歌等科目
- 商业学校：修身、国文、数学、外国语、地理、历史、理科、法制、经济、簿记、商品、商事要项、商业实践、体操，可加设其他科目
- 商船学校：修身、国文、数学、理科、图画、体操，可加设历史、地理、外国语、唱歌等科目

#### 实业补习学校
实业补习学校的目的为“已有职业或志愿从事实业者，授以应用之知识技能，并使补习普通学科”。其性质与乙种实业学校相同，不过有时可以教授与甲种实业学校程度相当的学科。其通习科目为修身、国文、算术，别习科目则为相关实业科目。
实业补习学校并不单独设立，而附设于小学校、实业学校或其他学校之内。

#### 实业教员养成所
实业教员养成所以“造就甲种实业学校教员”为宗旨。性质与专门学校相当，学习年限为四年，分为农业教员养成所与工业教员养成所两种。其科目参照相应专门学校，不过另须酌情加设教育学、教授法等科。
实业教员养成所也不单独设立，而附设于相应的专门学校内。